# Dolno Palčište
Dolno Palčište (makedonska: Долно Палчиште) är en ort i Nordmakedonien. Den ligger i kommunen Bogovinje, i den västra delen av landet, 40 kilometer väster om huvudstaden Skopje. Dolno Palčište ligger 512 meter över havet och antalet invånare är 2 414.